# Поздняев, Михаил Константинович
Миха́ил Константи́нович Поздня́ев (1 февраля 1953, Москва — 9 октября 2009, Москва) — русский поэт, эссеист, журналист. Заслуженный работник культуры Российской Федерации (1999).

## Биография
Родился в семье литературного критика, главного редактора газеты «Литературная Россия» Константина Поздняева. Окончил филологический факультет Московского областного педагогического института (1975). В том же году опубликовал свои первые стихотворения в журнале «Юность». Учительствовал на Дальнем Востоке. Служил в армии на Крайнем Севере (1976—1977).
Работал в литературной редакции на Всесоюзном радио, в журнале «Сельская молодёжь», газете «Семья», журнале «Столица», «Общей газете», «Огоньке». Михаил Поздняев был в числе первых журналистов, главной темой творчества которых стали религия, проблемы свободы совести и религиозной терпимости. Сохранял приверженность этой теме до последний дней. С сентября 2003 года работал обозревателем «Новых известий». В январе 2006 года Михаил Поздняев стал лауреатом Национальной премии в области печатной прессы «Искра».
Одновременно с занятием литературой нёс послушание чтеца и иподиакона в одном из московских храмов. После критических выступлений в адрес священноначалия Московской патриархии был отстранён от церковнослужения. В 2005 году Поздняеву была присуждена антипремия Клуба православных журналистов «За самые недобросовестные и злобные публикации против Русской православной церкви».
Стихи Михаила Поздняева публиковались в журналах «Новый мир», «Вестник Европы», «Октябрь», «Знамя». Лауреат премий журналов «Знамя» и «Новый мир» за подборки стихов в этих журналах. Несколько стихотворений Поздняева вошло в антологию Евгения Евтушенко «Строфы века. Антология русской поэзии».
Скончался 9 октября 2009 года после непродолжительной болезни. Отпевание было совершено в храме Преображения Господня в Богородском (Москва). Гражданская панихида состоялась на Николо-Архангельском кладбище.

## Книги Михаила Поздняева
- Белый тополь. — М.: Советский писатель, 1984. — 80 с.
- Лазарева суббота. — М.: Захаров, 2002. — 76 с. — ISBN 5-8159-0275-6.

## Цитаты
- «В своих стихах-размышлениях Поздняев исходит из непосредственно пережитого, рассказывая об увиденном, узнанном, о своём внутреннем восприятии мира. Его поэзия, сохраняющая характер дневника, — это попытка соотнести накопленный опыт с судьбой на фоне исторических событий. Духовное и интеллектуальное одиночество для него — это существенный источник душевной силы.»[5]
- «Поздняев — поэт редкой чувственности и ещё более редкой откровенности, только очень сильное лирическое напряжение позволяет ему прикасаться к физиологии и переплавлять-таки её в лирику. Это ведь задача почти неразрешимая, в прозе-то мало у кого получается, а в стихах удачи единичны. … Что до авторского почерка, клейма, формального аспекта — Поздняев решал задачу непростую, пытаясь выволочь русскую просодию из тупиков (иногда весьма эффектных и по-своему плодотворных, бывают и такие), куда её затаскивали в последнее столетие. Бродский в последние годы сам пошёл назад от своего дольника, увидев его логический предел, почти совершившийся переход в прозу. Ритмы Поздняева — это всё-таки музыка, при всей прозаизации, иногда нарочитой. Вот этот речитатив — балансирование между музыкой и словом — мало кому удаётся: большинство скатывается либо в бродскизмы, опостылевшие самому Бродскому, судя по „Пейзажу с наводнением“, либо в привычное классическое сладкозвучие традиционной русской просодии, которая уже не выражает реальности нового века, рвётся на его углах и гранях. У Поздняева получалось, он всю жизнь, все 30 лет, что печатался, ходил по этому канату легко и органично»[6] — Дмитрий Быков, 2009.
- «Он — из полууслышанных, полупонятых, // человек не для всех и поэт не для всех. // Может, стал из немногих, до слуха Господнего поднятых: // понят Богом, с душою побольше, чем лишь человек»[7] — Евгений Евтушенко, «Смерть полууслышанного. Памяти Михаила Поздняева», 2009.